# Carrierea dunniana
Carrierea dunniana är en videväxtart som beskrevs av Leveille. Carrierea dunniana ingår i släktet Carrierea och familjen videväxter. Inga underarter finns listade i Catalogue of Life.